# 徳実村
徳実村（とくざねむら）は、愛知県海東郡にかつてあった村。現在のあま市七宝町徳実に該当する。

## 沿革
- 明治22年（1889年）10月1日 - 町村制の施行により、徳実村が単独で自治体を形成。
- 明治23年（1890年）10月1日 - 伊福村・鷹居村・下ノ森村・鯰橋村と合併して改めて伊福村が発足。同日徳実村廃止。